# Гільєрмо Фернандес Вара
Гільєрмо Фернандес Вара (ісп. Guillermo Fernández Vara; нар. 6 жовтня 1958) — іспанський політик з Іспанської соціалістичної робітничої партії, який є президентом автономного уряду Естремадури з 2015 року. Раніше він обіймав посаду президента Естремадури з 2007 по 2011 рік. Фернандес також раніше обіймав посаду міністра охорони здоров'я (1995—1996) і соціального забезпечення (1996—1999) в автономних урядах Естремадури.